# Ніжність до ревучого звіра
«Ніжність до ревучого звіра» — радянський трисерійний телефільм 1982 року, знятий режисерами Володимиром Попковим і Станіславом Третьяковим на Кіностудії ім. О. Довженка.

## Сюжет
Екранізація роману Олександра Бахвалова.
В основі сюжету оповідання-інтерв'ю, дане журналісту льотчиком-випробувачем Боровським. Випробування нового реактивного літака, психологія людського життя, проблеми та радості життя льотчиків — все це тісно переплетено у фільмі.

## У ролях
- Ігор Лєдогоров — Донат Кузьмич Боровський
- Геннадій Шкуратов — Борис Михайлович Долотов (озвучив Сергій Малишевський)
- Паул Буткевич — Сергій Олександрович Санін
- Олександр Граве — Микола Сергійович Соколов
- Микола Денисов — Віктор Захарович Ізвольський
- Юрій Візбор — Одинцов, журналіст
- Юрій Крітенко — Йосип Антонович Углін
- Юрій Саранцев — Козлевич
- Всеволод Сафонов — Разуміхін (озвучив Фелікс Яворський)
- Сергій Іванов — Карауш (роль озвучена іншим актором)
- Володимир Талашко — Трефілов, льотчик-випробувач
- Антоніна Лефтій — Ірина
- Єлизавета Дєдова — Валерія
- Павло Морозенко — Савелій Петрович Добротворський (озвучив Євген Паперний)
- Володимир Алексєєнко — Павло Петрович
- Олександр Ануров — Володимир Іванович, представник міністерства
- Агафія Болотова — Валентина Василівна, дружина Козлевича
- Клавдія Волкова — вахтер
- В'ячеслав Воронін — представник міністерства
- Михайло Драновський — журналіст
- Валентина Івашова — Ксенія Іванівна
- Галина Ковганич — Тома
- Г. Мінакова — епізод
- Юрій Мисенков — учасник наради
- Юрій Непша — епізод
- Аліція Омельчук — лікар
- Вілорій Пащенко — учасник наради
- Євген Пашин — епізод
- Анатолій Переверзєв — представник відділу автоматики
- Віктор Поліщук — епізод
- Борис Романов — знайомий Бориса
- Юрій Рудченко — епізод
- Валерій Свищов — льотчик-випробувач
- Анатолій Соколовський — епізод
- Віктор Степаненко — знайомий Бориса
- Дмитро Франько — Яким Іванович, знайомий Бориса
- Ігор Шкурін — представник металургів

## Знімальна група
- Режисери — Володимир Попков, Станіслав Третьяков
- Сценаристи — Олександр Бахвалов, Олексій Леонтьєв, Станіслав Третьяков
- Оператор — Валерій Рожко
- Композитор — Олег Ківа
- Художник — Петро Слабинський